# Kucborek
Kucborek (dawniej niem. Paulshof) – wieś w Polsce położona w województwie kujawsko-pomorskim, w powiecie chełmińskim, w gminie Papowo Biskupie. Wieś zajmuje 267,68 hektarów powierzchni.

## Części wsi
| SIMC    | Nazwa       | Rodzaj    |
| ------- | ----------- | --------- |
| 0848090 | Wybudowanie | część wsi |

## Historia
Obszar miejscowości przez kilka wieków należał do Papowa Biskupiego. Było to tak zwane wolne dobra sołtysie. Kucborek w różnych źródłach historycznych figurował jako Kucbork (folwark; 1725), Kuczborek al. Papowo (1877), Paulshof (1883). W 1887 roku wieś występowała pod nazwą Paulshof.
Właścicielami wsi byli wtedy: Michał Nawrocki, Andrychowicz (od 1796), Johann Menna (od 1822), Franz August Schutze (od 1840), Adolf Stoboy (od 1843), Carl Adolf Stoboy (od 1850), Hugo Meyer (od 1892). Pod koniec XIX wieku Kucborek liczył 11 budynków, 4 domy. Wieś zamieszkiwało wtedy 68 mieszkańców (36 katolików i 32 ewangelików).
W latach 1975–1998 miejscowość administracyjnie należała do województwa toruńskiego.
W 2013 roku na terenie Kucborka działał jeden podmiot gospodarczy.